# Jimmy Kelly (cầu thủ bóng đá, sinh năm 1907)
James Edward Kelly (29 tháng 12 năm 1907 - 27 tháng 7 năm 1984) là một cầu thủ bóng đá người Anh thi đấu ở vị trí hậu vệ biên ở Football League cho Southport, Barrow,  Grimsby Town, Bradford Park Avenue và York City, ở Na Uy cho Trondheim và ở bóng đá non-League cho Dawdon Colliery và Murton Colliery. Sau đó ông làm huấn luyện viên tại Barrow và Oldham Athletic và tuyển trạch viên cho Grimsby.